# Рукн ад-Даула
Рукн ад-Даула (*898/900 — 976) — емір Рея та Хамадану в 935—976 роках. Тронне ім'я перекладається як «Опора держави». Повне ім'я — Хасан бен Буя рукн ад-Даула.

## Життєпис
Походив зі старовинного роду місцевої знаті в Західному Дейлемі (сучасна провінція Гілянь). Його предки вже служили шахам Сасанідської держави. З часом рід перейшов в іслам, ставши прихильником шиїтів. Син вождя дейлемітів Буї. Народився в області Дейлем між 898 та 900 роками. При народженні отримав ім'я Хасан. Про молоді роки нічого невідомо.
Початку своїй кар'єри зобов'язаний братові Алі, який у 928 році поступив на службу до саманідського намісника Хорасану і Табаристану Макана ібн Какі. Незабаром військову посаду при братові отримав також й Хасан. У 930 році разом з братом підтримав заколот Макана проти Саманідів. У 931 році разом з Алі перейшов на бік роду Зіяридів, який встановив владу на переважній частині Персії.
У 932—933 роках Хасан брав участь у походах брата до Казвіна, сприяв захопленню провінції Фарс та Хузістан. Втім у 934 році Буїди зазнали поразки від Мардавіджа Зіярида. В результаті за мирною угодою Хасан відправився в якості заручника до Табаристану.
У 935 році після вбивства Мардавіджа Зіярид та початку протистояння між його спадкоємцями, Хасан втік з Табаристану до Ширазу. Його брат Алі доручив захопив місто Ісфаган та навколишню область. Хасану доволі швидко вдалося це виконати. Втім Зіяриди, отримавши допомогу від Саманідів, почали свій наступ, в результаті у 938 році Хасан втратив Ісфаган, втім продовжив боротьбу. У 940 році йому вдалося відновити владу над Ісфаган. З цього моменту Хасан стає більш незалежним від брата Алі. Того ж року він завдав поразки Зіяридам та відняв у них важливо місто Рей у Північній Персії. Слідом за цим вдерся до Горгану та Табаристану. Але тут стикнувся з військами Саманідів. У 943 році зазнав поразки та змушений був залишити Рей.
У 945 році після захоплення Багдада братом Хасана — Ахмадом — та встановлення зверхності над багдадськими халіфами, Хасан разом з братами отримав від халіфа аль-Мустакфі почесне ім'я. Тепер його стали звати Рукн ад-Даула (братів Алі та Ахмада відповідно Імадом ад-Даулою і Муїзом ад-Даулою). Того ж року завдав поразки саманідському війську та захопив провінцію Хорасан. Протягом 946—947 років тривала війна за місто Рей. Зрештою Рукн ад-Даула здобув перемогу та приєднав його до своїх володінь. За цим війська Буїда захопили області Горган та Табаристан.
У 948 році стикнувся з амбіціями держави Саларидів, яка намагалася поширити владу на північ Персії. У битві при Казвіні 949 року Рукн ад-Даула переміг війська саларідського володаря Марзбана ібн-Мухаммеда, який потрапив у полон. Його було відправлено до фортеці Самірам на південь від Ісфагана.
У 949 році після смерті брата Імада ад-Даули прийняв титул старшого еміра та отримав від халіфа аль-Муті почесну посаду амір аль-умара. Він рушив до Шираза, де зробив свого старшого сина Фанна Хосрова еміром Фарсу. Брат Муїз ад-Даула погодився з усіма діями Рукн ад-Даули. Але в цей час почалося нове вторгнення Саманідів до Хорасану, втім намісники буїдів невдовзі повернути втрачені володіння.
У 949 році розпочав військову кампанію проти Саларідів (там тривала внутрішня боротьба за владу), яка з перемінним успіхом тривала до 954 року. Зрештою змушений був відмовитися від підкорення Тебризу та Аррану, уклавши мирну угоду з Саларідами, підкріплену династичний шлюбом. Разом з цієї кампанію тривала боротьба з Зіяридами за Горган і Табаристан.
У 955 році за посередництва Саманідів Абд аль-Маліка I Саманіда уклав мирний договір з зіяридами, за якими поступився останнім Горганом і Табаристаном. Втім вже у 958 році війська Зіяридів захопили Рей, але Рукн ад-Даула швидко відновив там владу. Натомість у 960 та 962 роках він захопив області Горгану та Табаристану, але не зміг там втриматися.
У 966 році наказав своїм військам знищити розбійників в Хорасані, що навіть стали загрожувати його столиці в Реї. У 967 році надав війська Ібрагіму Саларіду, якого було відновлено на троні. З 970 році розпочав походи проти курдської династії Хасанваїдів, що створили власну державу в Дінаварі. У 971 та 972 роках підписав мирні договори з Мансуром I Саманідом.
У 974 році небіж Рукн ад-Даули Ізз ад-Даула відмовився визнавати зверхність свого стрийка. Рукн відправив сина Адуд ад-Даулу, який переміг Ізза та мав намір сам стати еміром. Але Рукн ад-Даула змусив сина повернути владу нащадкам Муїза ад-Даули. У 976 році ухвалив рішення, за яким поділялася його спадщина. У вересні того ж року він помер в Реї. Йому спадкували сини: Факр ад-Даула в Реї, Муайяд ад-Даула — в хамадані, Адуд ад-Даула — в Ісфагані та Ширазі з титулом старшого еміра.

## Характер
Відповідно до середньовічних хроністів Рукн ад-Даула був люб'язною і м'якою людиною. Був дуже щедрим і завжди цурався несправедливості. Він не заплямував себе марним кровопролиттям, вдаючись до нього лише коли не мав іншого вибору. Він підтримував у найнеобхіднішому знедолених людей, позбавляючи їх від потреби просити милостиню. Він сам роздав як милостиню великі гроші і був дуже м'якосердий до всіх.